# Машице
Маши́це (пол.  Maszyce) — село в Польше в сельской гмине Скала Краковского повета Малопольского воеводства.

## География
Село располагается в 8 км от административного центра гмины города Скала и в 14 км от административного центра воеводства города Краков.
В 1975—1998 годах село входило в состав Краковского воеводства.

## Население
По состоянию на 2013 год в селе проживало 379 человека.
| 2008 | 2013 |
| ---- | ---- |
| 290  | 379  |

| Перепись  | Всего   | Всего | Женщины | Женщины | Мужчины | Мужчины |
| --------- | ------- | ----- | ------- | ------- | ------- | ------- |
| Единицы   | человек | %     | человек | %       | человек | %       |
| Население | 379     | 100   | 191     | 50,39   | 188     | 49,61   |